# Xã Benedict, Quận Sanborn, South Dakota
Xã Benedict (tiếng Anh: Benedict Township) là một xã thuộc quận Sanborn, tiểu bang Nam Dakota, Hoa Kỳ. Năm 2010, dân số của xã này là 29 người.